# История Сибири (Миллер)
«История Сибири» — первый в истории научный труд по истории Сибири, составленный в XVIII веке историографом Российского государства Г. Ф. Миллером и до сих пор полностью не опубликованный.

## История создания
В 1733—1743 годах в Сибири вела свою работу самая масштабная в истории Великая Северная экспедиция. Пять морских отрядов занимались разведкой северного морского пути, а шестой — сухопутный — обследованием Сибири. Сухопутный отряд состоял из европейских учёных, поступивших на русскую службу, и потому ещё известен как «Академический отряд»; одним из участников этого отряда был профессор Г. Ф. Миллер. Из Тобольска отряд по Иртышу добрался до Омска, затем посетил Ямышево, Семипалатинск и Усть-Каменогорск. По пути путешественники изучали флору и фауну, собирали коллекции редких растений, проводили геологические исследования. Зимой и весной 1735 года ученые посетили Енисейск, Красноярск, Иркутск, переправились через Байкал и побывали в Селенгинске, Кяхте. Летом того же года отряд побывал в Читинском остроге и в Нерчинске, где исследовал древние памятники, могильные курганы и рудные копи. Осенью 1735 года. отряд вернулся в Иркутск. В последующие годы некоторые участники отряда совершили экспедицию на Камчатку.
«Академический отряд» провёл большую работу по копированию в местных архивах разнообразных документов, а также сбору летописей, устной информации, данных археологии, этнографии, лингвистики.

## Состав работы
Итогом работы Г. Ф. Миллера стала пятитомная «История Сибири» из 23 глав. В отличие от появившихся к тому времени работ по истории Сибири, работа Миллера — это научный труд, содержащий критику источников, концептуальную идею и логику изложения. Каждый том сопровождается обширными приложениями документов — копиями архивных дел.

## Прижизненные издания
В 1750 году Миллер издал первый том (главы 1—5) своей работы на русском языке под названием «Описание Сибирского царства и всех произошедших в нём дел, от начала и особливо от покорения его Российской державе по сии времена». В 1756 году в журнале «Ежемесячные сочинения, к пользе и увеселению служащие» была опубликована его работа «Описание о сибирских торгах», посвященная экономике Сибири, описывающая состояние сибирской коммерции, ее торговлю с близлежащими странами и регионами. В 1764 году в том же журнале «Ежемесячные сочинения, к пользе и увеселению служащие» были опубликованы главы 6—8 труда Миллера. В 1761 году в петербургском журнале «Sammlung Russischer Geschihte» были изданы на немецком языке с многочисленными правками и сокращениями главы 1—5, а в 1763 году — главы 6—10 труда Миллера. Полностью работа Миллера при его жизни так и не была опубликована.

## Последующие издания
После смерти Миллера его труды 150 лет пролежали в архивах. Новое переиздание «Истории Сибири» началось только в 1937 году по инициативе известных историков С. В. Бахрушина и А. И. Андреева. В 1937 году вышел 1-й том, в 1941 — 2-й, после чего переиздание было прекращено.
В 1999—2000 годах вновь были изданы первые два тома «Истории Сибири»
В 2005 году впервые был опубликован 3-й том работы Миллера (главы 10—13).